# Inguși
Ingușii ( Ghalghaj, pronunțate [ʁəlʁɑj] în limba ingușă) sunt un grup etnic nord- estic caucazian din Caucazul de Nord, locuind în cea mai mare parte în țara de origine,Ingușetia, o republică federală a Federației Ruse. Ingușii sunt predominant musulmani sunniți și vorbesc limba ingușă, o limbă caucaziană nord-estică care este strâns legată de cecenă; cele două formează un continuum dialectal.  Ingușii și cecenii sunt cunoscuți sub numele comun de <b>popoarele nakh</b>, deși genetica lui Ingus și a cecenului indică o despărțire de aproximativ 13.000-17.000 Ybp. 

## Istorie
Caucazul este strămoșul legendar al vainahilor (ceceno- inguși). Numele lor în georgiană este Ghlivi / Ghlighvi. Autorul antic grec Strabo a vorbit despre gargani, în timp ce cartograful american Joseph Hutchins Colton a numit poporul ca fiind Gelieni. 
Ingușii au intrat sub dominația rusă în 1810, dar sub conducerea sovietică în timpul celui de-al doilea război mondial au fost suspectați că ar colabora cu naziștii și astfel toată populația a fost deportată în republicile sovietice socialiste kazahă și kirghiză. Ingușii au fost reabilitați în anii 1950, după moartea lui Iosif Stalin. Ei au refuzat să se întoarcă acasă în 1957, întrucât în acel moment teritoriile ingușe apusene fuseseră cedate Osetiei de Nord. 

## Cultură
Ingușii au o cultură variată, cu tradiții, legende, povești, cântece, proverbe și zicători. Muzica, cântecele și dansul sunt deosebit de apreciate. Instrumentele muzicale populare includ dachik-panderr (un fel de balalaică), kekhat ponder (acordeon, în general folosit de fete), mirz ponder (o vioară cu trei corzi), zurna (un fel de oboi), tamburina și tobele.

## Religie
Ingușii esunt predominant musulmani sunniți din școala Shāfi'ī Madh'hab, deși există o minoritate sufită . 

## Geneza ingușilor
Potrivit unui test efectuat de Nasidze în 2003 (analizat în continuare în 2004), structura cromozomului Y a ingușilor seamănă foarte mult cu cea a populațiilor caucaziene învecinate (în special cecenii, cu care se înrudesc de aproape lingvistic și cultural).  
Nu a fost decât un singur studiu notabil pe cromozomul inguș Y. Statisticile cae au urmat nu ar trebui să fie considerate finale, deoarece testul lui Nasidze a avut un număr deosebit de scăzut de probe pentru inguși. Cu toate acestea, ele dau o idee despre principalele haplogrupse ale ingușilor. 
- J2 - 89% din inguși au cea mai mare frecvență raportată de J2 care este asociată cu semiluna fertilă . [5]
- F * - ( 11% din inguși) [8] Această haploidă a fost numită "F* " de Nasidze. S-ar putea să fi fost de fapt orice haplogrup sub F care nu era sub G, I, J2 sau K; totuși, este probabil format din haplotipuri care sunt fie sub J1 (tipice regiunii, cu frecvențe foarte înalte în unele părți din Dagestan, precum și Arabia, deși într-o subcladă diferită) sau F3.
- G - ( 27% din inguși) [8] tipic Orientului Mijlociu, Mediteranei și Caucazului. Valorile cele mai înalte au fost găsite în rândul georgienilor, circasienilor și oseților. S-a constatat o diferență semnificativă în G între inguși și ceceni (în J2 și F *, ingușii și cecenii au niveluri similare), eventual atribuite probelor mici care erau toate din același oraș.

În mtADN,inguși au format o populație mai clar distinctă, cu distanță față de alte populații. Cea mai apropiată grupă din analiza lui Nasidze au fost cecenii, kabardinii și populația adighe (circasieni), dar aceștia erau mult mai aproape de alte populații decât de inguși. 